# آریپاین (آریزونا)
آریپاین (به انگلیسی: Aripine) یک منطقهٔ مسکونی در ایالات متحده آمریکا است که در آریزونا واقع شده‌است. آریپاین ۱٬۹۵۹ متر بالاتر از سطح دریا واقع شده‌است.